# 李树建
李树建（1962年4月—），男，河南汝州人，中国豫剧表演艺术家，一级演员，工生行，善唱老生，中华人民共和国文化部文华表演奖、中国戏剧梅花奖获得者。历任河南省豫剧二团党支部书记、团长，河南豫剧院院长。

## 生平
李树建曾在洛阳戏曲学校豫剧专业、中国戏曲学院表演系学艺，1986年拜京剧老生马长礼先生为师。
2018年2月24日，当选为第十三届全国人大代表。

## 艺术风格
唱腔朴实真切、哀婉悲怆、激情澎湃。

## 代表作
他较有代表性的主演作品有豫剧现代戏《抢来的警官》（2002年电影版名《乡村警官》）和古装戏《程婴救孤》（2004年文华大奖并2004年－2005年国家舞台艺术十大精品工程头名剧目，2007年中国共产党中央宣传部第10届建设精神文明五个一工程优秀作品，2008年电影版2010年在美国洛杉矶获国际电影节最佳外语片奖）、《清风亭上》等。